# Marpissa gangasagarensis
Marpissa gangasagarensis är en spindelart som beskrevs av Majumder 2005. Marpissa gangasagarensis ingår i släktet Marpissa och familjen hoppspindlar. Inga underarter finns listade i Catalogue of Life.